# Symplecta (Psiloconopa) irata
Symplecta (Psiloconopa) irata is een tweevleugelige uit de familie steltmuggen (Limoniidae). De soort komt voor in het Nearctisch gebied.